# Skansen w Markowej

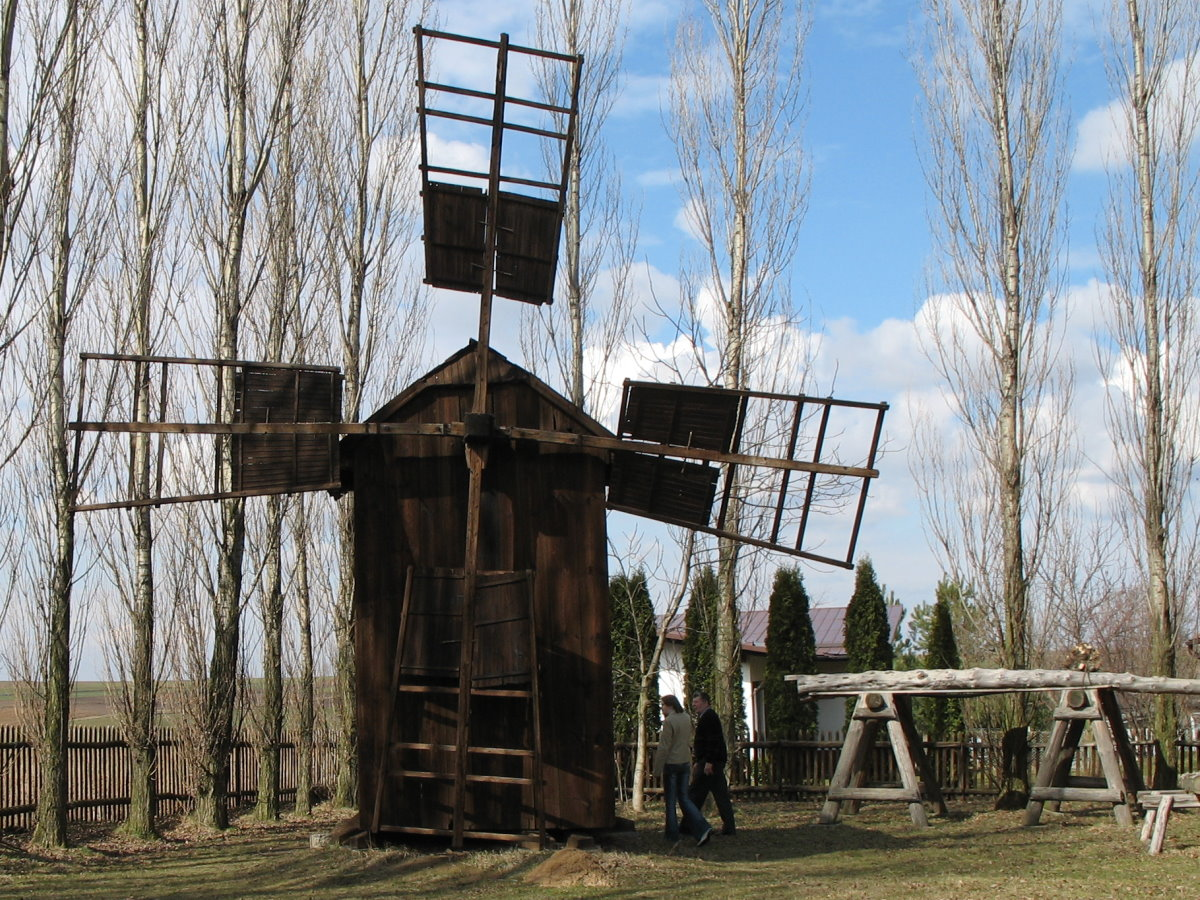
Wiatrak koźlak

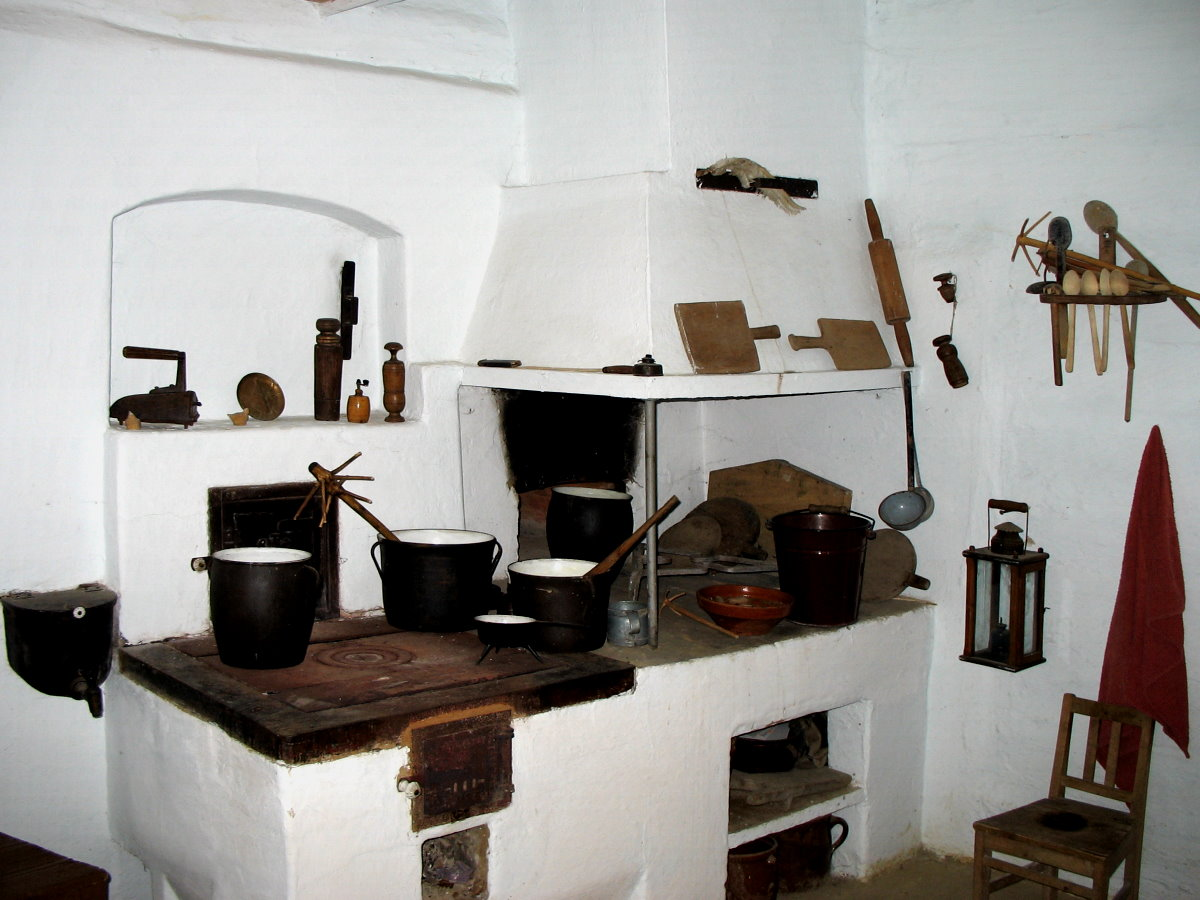
Piec we wnętrzu jednej z chałup

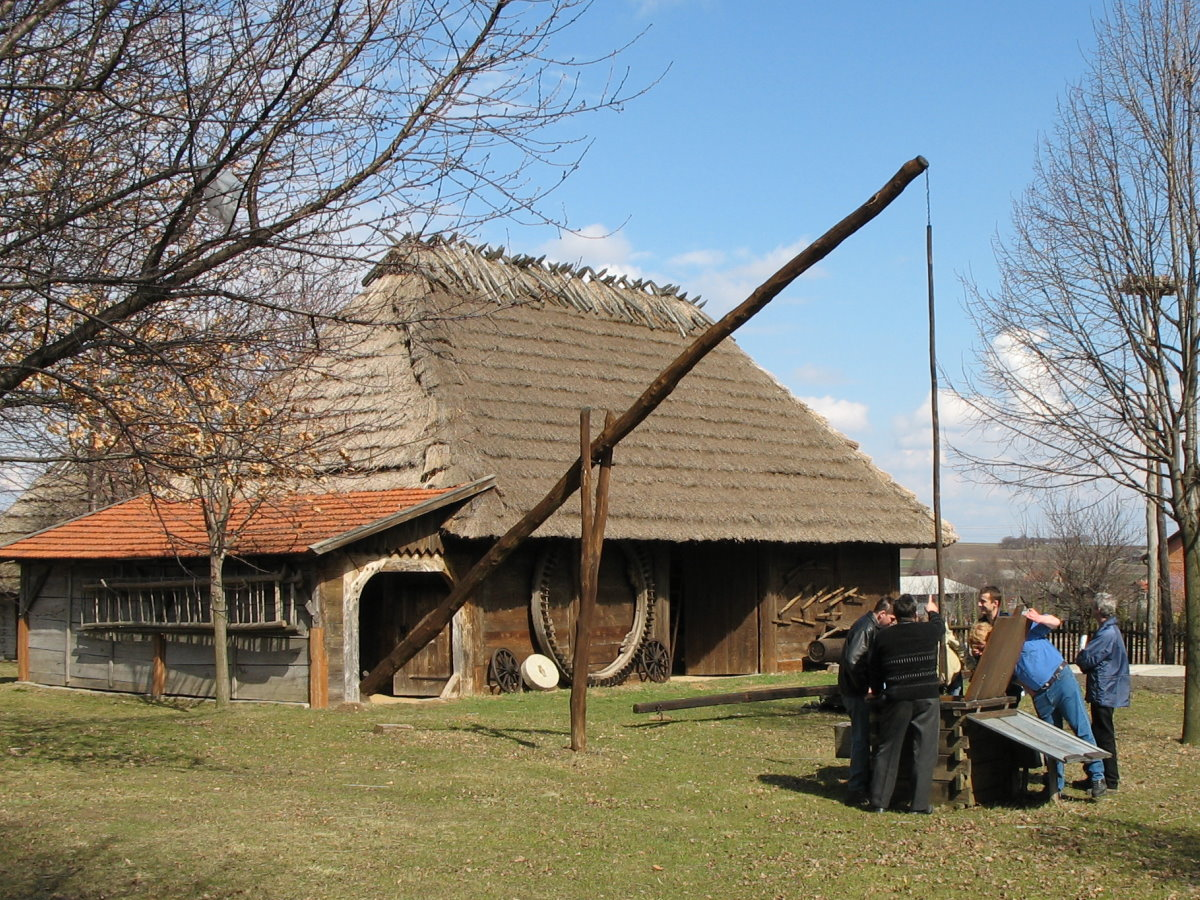
Stodoła i żuraw wodny

Muzeum Skansen Zagroda w miejscowości Markowa w województwie podkarpackim prowadzone przez Towarzystwo Przyjaciół Markowej. W zbiorach posiada zabytkowe budynki oraz narzędzia i urządzenia z okresu XIX i XX wieku.

## Historia i założenie
W roku 1979 powołano do życia Towarzystwo Przyjaciół Markowej. Celem działalności stowarzyszenia stało się udokumentowanie przeszłości rodzinnej wsi, a postanowiono to zrealizować poprzez zachowanie tradycyjnej zagrody chłopskiej.
Działacze społeczni, z ówczesnym prezesem Tadeuszem Rutem, własnymi siłami, przy niewielkim wsparciu merytorycznym doprowadzili w 1985 r. do udostępnienia zagrody-muzeum na wolnym powietrzu. Zabudowania składały się z chałupy, stajni i wiatraka. Skansen miał reprezentować życie markowian z przełomu XIX i XX wieków, kiedy można jeszcze było mówić o tradycyjnej kulturze ludowej na wsi galicyjskiej. Ochronę ludowej architektury poszerzono o ratowanie kultury materialnej, o dokumentowanie przejawów kultury duchowej, o zachowanie śladów obrzędowości i religijności wiejskiej. Zorganizowano wystawy tematyczne markowskiego rzemiosła i strojów ludowych. Na działce o powierzchni 34 arów, przekazanej Towarzystwu przez Urząd Gminy w Markowej, zajęła później miejsce stodoła, a w 1995 roku sołek - spichlerz. W drugiej połowie lat osiemdziesiątych XX w. przeniesiono na teren skansenu chałupę biedniacką i chlewik. W latach 1999 i 2002 przybyło 11 arów terenu. W 2000 r. zrekonstruowano kuźnię zrębową oraz stodołę dla ekspozycji sprzętu żniwnego. Ostatnim nabytkiem jest budynek drewnianej szkoły ludowej.
Ograniczenia terenowe sprawiły, że budynki biedniackie stoją blisko bogatszych zabudowań kmiecych, ale najważniejszy jest fakt eksponowania zagród z dwóch skrajnych grup społecznych: bogaczy i biedaków. Zamiarem Towarzystwa jest pielęgnacja dorobku oraz poszerzenie ekspozycji. Okazję ku temu czynią wyjątkowe w Polsce budowle przysłupowe z Markowej. Skansen ma szansę stać się pierwszym muzeum budownictwa przysłupowego w Europie.

## Obiekty
Chałupa kmiecia i stajnie
Głównym obiektem zagrody jest chałupa kmieca wybudowana w roku 1874 należała do Rafała Dźwierzyńskego. Jest to charakterystyczny dla dawnego budownictwa w Markowej budynek drewniany przysłupowy kryty strzechą. Dach wsparty jest na słupach, dzięki czemu zrąb jest niezależny od dachu. Bielony zrąb złożony w tzw. „rybi ogon” wsparty jest na kamieniach, podobne kamienie umieszczone są pod słupami podtrzymującymi dach.
Dach czterospadowy kryty jest kiczkami ze słomy żytniej ułożony w schodki. Wysokość dachu do zrębu jest w stosunku 2:1, proporcja ta pozwalała na uzyskanie stromego dachu, przez co zwiększała się żywotność słomianego pokrycia. Chałupa kmieca jest budynkiem dwutraktowym z przelotową obszerną sienią. Po południowej stronie jest izba zwana piekarnią oraz izdebka, po drugiej – dwie komory: pierwsza (z większym oknem) używana była jako pokój dziewczęcy, druga (z mniejszym oknem) używana jako pomieszczenie na przedmioty gospodarcze i zapasy żywności. W komorach znajdują się wystawy tematyczne: w pierwszej – tradycyjne stroje, w drugiej – warsztat tkacki.
Kuchnia była najważniejszym pomieszczeniem w chałupie, to właśnie w niej toczyło się życie rodzinne. Tutaj gotowano, jedzono, myto się, spano, jak również wykonywano przeróżne prace. Izdebka to najbardziej zacne pomieszczenie, gdzie przyjmowano najbardziej znamienitych gości, a na co dzień służyło, jako sypialnia dla gospodarzy. Z sieni wchodzimy na tzw. oborę, przez umieszczoną w poprzek niej ławę, zwaną pogródką, przechodzimy do stajni.
Stajnie z końca XIX stulecia ściany wiązane w węgłach na rybi ogon z niewielkimi ostatkami, po stronie zewnętrznej niebielone. Dach czterospadowy wsparty na słupach, poszywany słomą w schodki, wysunięty na całej długości ściany frontowej tworzy funkcjonalny podcień wzdłużny. Pod obszernymi podcieniami znajdują się przedmioty codziennego użytku związane z pracą na roli, narzędzia do przygotowywania paszy dla zwierząt gospodarskich jak również uprzęże dla koni. Pomieszczenia stajni zostały zaadaptowane na swoiste sale wystawiennicze, w których eksponowane są narzędzia życia codziennego, sprzęty domowe, oraz warsztaty pracy: cieśli, kołodzieja, rymarza. W jednym z pomieszczeń zgromadzone są przedmioty związane z twórcami ludowymi – zbiór rzeźb „Markowskie wesele” Jana Kochmańskiego, instrumenty muzyczne orkiestry dętej, sztandary.
Kolejnym pomieszczeniem jest „Galeria pod strzechą” – pomieszczenie ze zbiorami fotografii z archiwum TPM: tematyczną wystawę poświęconą Markowej i jej mieszkańcom, rodzinie Ulmów, amatorskiemu zespołowi teatralnemu, oraz orkiestrze dętej.
Stodoła
Stodoła jest budowlą słupową, deskowaną, została wzmocniona wewnątrz systemem piętnarów i rygli. Datowana na przełom XIX i XX wieku, pochodzi od Antoniego Kluza. Dach czterospadowy, kryty słomą w schodki, wzmacniany w kalenicy żytnią mierzwą i założony dębowymi kozłami.
W stodole zebrano maszyny i narzędzia do młócenia zboża – młocarnie, do oczyszczania – wialnie i młynki. Jest również ekspozycja maszyn do uprawy ziemi, od najprostszych, w całości drewnianych, takich jak socha, po bardziej zaawansowane drewniano-metalowe aż do metalowych. W stodole zgromadzono również pojazdy konne: wozy, resorki, wasążek, sanie załubki.
Chałupa biedniacka i chlewik
Chałupa biedniacka pochodzi z drugiej połowy XIX, należała do ubogiego wyrobnika Michała Inglota. Budynek jednotraktowy, zbudowany z drewna jodłowego, wiązany w węgłach na rybi ogon z niewielkimi ostatkami. Dach krokwiowy, czterospadowy, poszywany słomą w schodki.
Chałupa biedniacka w przeciwieństwie do kmiecej prezentuje o wiele biedniejszą grupę społeczną. Wielkość jak również wyposażenie chałupy znaczne odbiega od przepychu i „bogactwa”, które można było spotkać w kmiecych chałupach.
Wiatrak – koźlak
Wiatrak – koźlak to typowy dla Markowej młyn wietrzny. Na przełomie XIX i XX w. w Markowej funkcjonowało kilkadziesiąt wiatraków o różnej wielkości, do XXI w. zachowały się dwa, w tym jeden możemy oglądać w skansenie. Wiatrak ten pochodzi z 1946 roku, należał do Jana Kielara, zbudowany jest w konstrukcji słupowo-szkieletowej.
Sołek
Sołek (spichlerz) pochodzi z 1898 roku, należał do Wojciecha Kochmańskiego, przeniesiony do skansenu w 1995 roku. Budynek wąskofrontowy, jednownętrzowy, zbudowany z drewna jodłowego. Węgła złożone na rybi ogon z niewielkimi ostatkami. Wysunięte od strony szczytu poddasze nad wejściem wspiera się na płatwiach.
Dach czterospadowy, poszywany słomą w schodki, wzmocniony w kalenicy dębowymi kozłami. Budynek nie stoi bezpośrednio na ziemi, jest podniesiony, aby wilgoć nie przedostawała się przez podłogę. W ścianach zastosowano niewielkie otwory wentylacyjne, które nie pozwalały na włamania i kradzieże zboża.
Sołki często umieszczane były nad piwnicami, ten jest wolnostojący, przez co jest jeszcze bardziej unikalny. Wewnątrz sołka znajdują się skrzynie, kosze oraz dłubane beczki na zboże.
Muzeum pożarnictwa
Muzeum wyposażone jest w sprzęt z okresu międzywojennego. Wszystkie eksponaty pochodzą ze zbiorów Ochotniczej Straży Pożarnej w Markowej. Największe eksponaty to: wóz do przewożenia sprzętu pożarniczego, pompa ręczna ssawna dwutłokowa, oba pojazdy ciągnięte były przez konie. Pozostałe prezentowane sprzęty to pompy spalinowe, stroje strażackie, hełmy, bosaki toporki.
Bróg
Bróg – zabudowanie gospodarcze służące do przechowywania płodów rolnych, ruchomy daszek słomiany przesuwany na 4 wkopanych w ziemię słupkach, osłaniający składowane siano lub ziarno przed zawilgoceniem przez opady atmosferyczne. Bróg często spełniał stodołę w biednych i średnio zamożnych gospodarstwach. 
Kuźnia
Jest to rekonstrukcja istniejącej przed laty markowskiej kuźni. Została zbudowana w 2000 roku. Ściany stanowią drewniane bale połączone w węgłach na rybi ogon, budynek pokryto ceramiczną dachówką. Wejście do kuźni poprzedza szeroki podcień, a wewnątrz w centralnym miejscu znajduje się palenisko ze skórzanym ręcznym miechem, przed nim kowadło, pod ścianą z oknem, na stole warsztatowym, narzędzia do obróbki metalu oraz zestaw do podkuwania koni.